# Riedböhringen
Riedböhringen ist ein Ortsteil der Stadt Blumberg im Schwarzwald-Baar-Kreis in Baden-Württemberg. Der Ort wurde im Zuge der Gemeindegebietsreform in Baden-Württemberg am 1. April 1972 nach Blumberg eingemeindet.

## Lage und Verkehrsanbindung
Riedböhringen liegt nördlich der Kernstadt von Blumberg an der Kreisstraße K 5744. Östlich des Ortes verläuft die B 27, westlich erstreckt sich das 11 ha große Naturschutzgebiet Billibuck.

## Persönlichkeiten
- Augustin Kardinal Bea SJ (1881–1968), Kurienkardinal der römisch-katholischen Kirche